# Cotation du renseignement
La cotation du renseignement est l'évaluation de la qualité des renseignements collectés par des sources humaines.

## Mode d'emploi
Selon la doctrine de l'OTAN, on doit distinguer l'évaluation de la source elle-même (fiabilité) et celle du contenu du renseignement (véracité).
Ainsi, l'évaluation de la source pourra être notée : 
- A : totalement fiable
- B : habituellement fiable
- C : assez fiable
- D : rarement fiable
- E : non fiable
- F : fiabilité non estimable

De même, la véracité du contenu du renseignement pourra être notée :
- 1 : corroborée par d'autres sources
- 2 : probablement vraie
- 3 : peut-être vraie
- 4 : douteuse
- 5 : improbable
- 6 : véracité qui ne peut être estimée